# Kokkinochorafá
Kokkinochorafá, en grec moderne : Κοκκινοχωραφά, est un village du dème de Triphylie, district régional de Messénie, en Grèce.
Selon le recensement de 2011, la population du village s'élève à  cinq habitants.